# Poal Cairo
Pour les articles homonymes, voir Cairo.
Poal Cairo, né le 30 avril 1973 aux Pays-Bas, est un acteur néerlandais.

## Filmographie

### Cinéma et téléfilms
- 2005 : Allerzielen (nl) : L'homme avec le chien
- 2006 : Eigenheimers (nl) : Handlanger
- 2007 : Van Speijk : Lombrosa
- 2008 : Het echte leven (nl) :	Jules
- 2008 : S1ngle (nl) : Vriend van Stella
- 2009 : In de naam van de vader : Dimitri
- 2010 : Criss Cross : L'ami
- 2010 : Slapstick Bobby : Oscar
- 2011 : Splitter : Dave van Dungen Evil
- 2011 : Seinpost Den Haag (nl) : Le dealer
- 2011 : Sammie is zoek : Le pompier
- 2012 : Moordvrouw : L'homme dans un hangar
- 2012 : Flikken Maastricht : Ronald Punt
- 2012 : Alleen maar nette mensen (nl) : Litteken
- 2013 : Paardenkracht : Le père de McDonald
- 2013 : Roffa (nl) : Ami de Sjef
- 2014 : Helium : Elias Wattimena
- 2014 : Heer & Meester (nl) : Branko Bezobolan
- 2014-2016 : Celblok H (nl)  : Niels Jasper
- 2014-2015 : Goede tijden, slechte tijden : Daryl de Groot
- 2015 : Kristen : Ivan
- 2017 : Brussel : Andy
- 2017 : Van God los (nl) : Mike
- 2018 : Zomer in Zeeland (nl) : Dennis
- 2018 : Cobain : Paul
- 2018 : No Way Out : Old Rick
- 2018 : Drift : Arthur
- 2018 : Safe Harbour Amsterdam : Slash
- 2018 : Retrospekt (en) : Herman
- 2019 : Alaraph : Alaraph
- 2019 : On Air : Freek
- 2019 : Baantjer: Het Begin : Johnny Wormgoor
- 2023 : Trunk - Séquestrée : le conducteur